# Дейл (Нідерланди)
Дейл (нід. Deil) — село в нідерландській провінції Гелдерланд. Входить до муніципалітету Вест-Бетюве.
До 1978 року мало статус окремого муніципалітету.

## Галерея

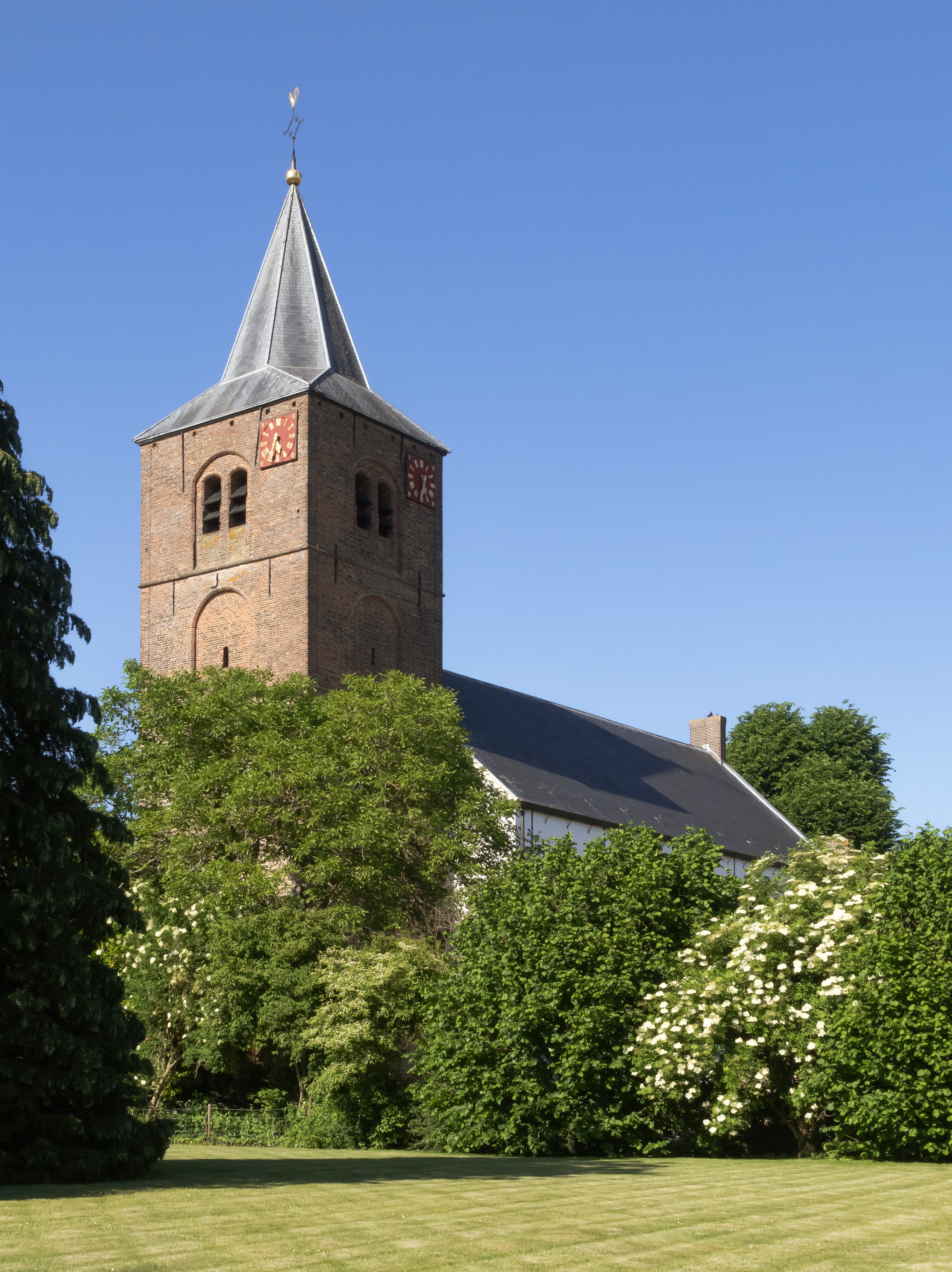
Реформістська церква
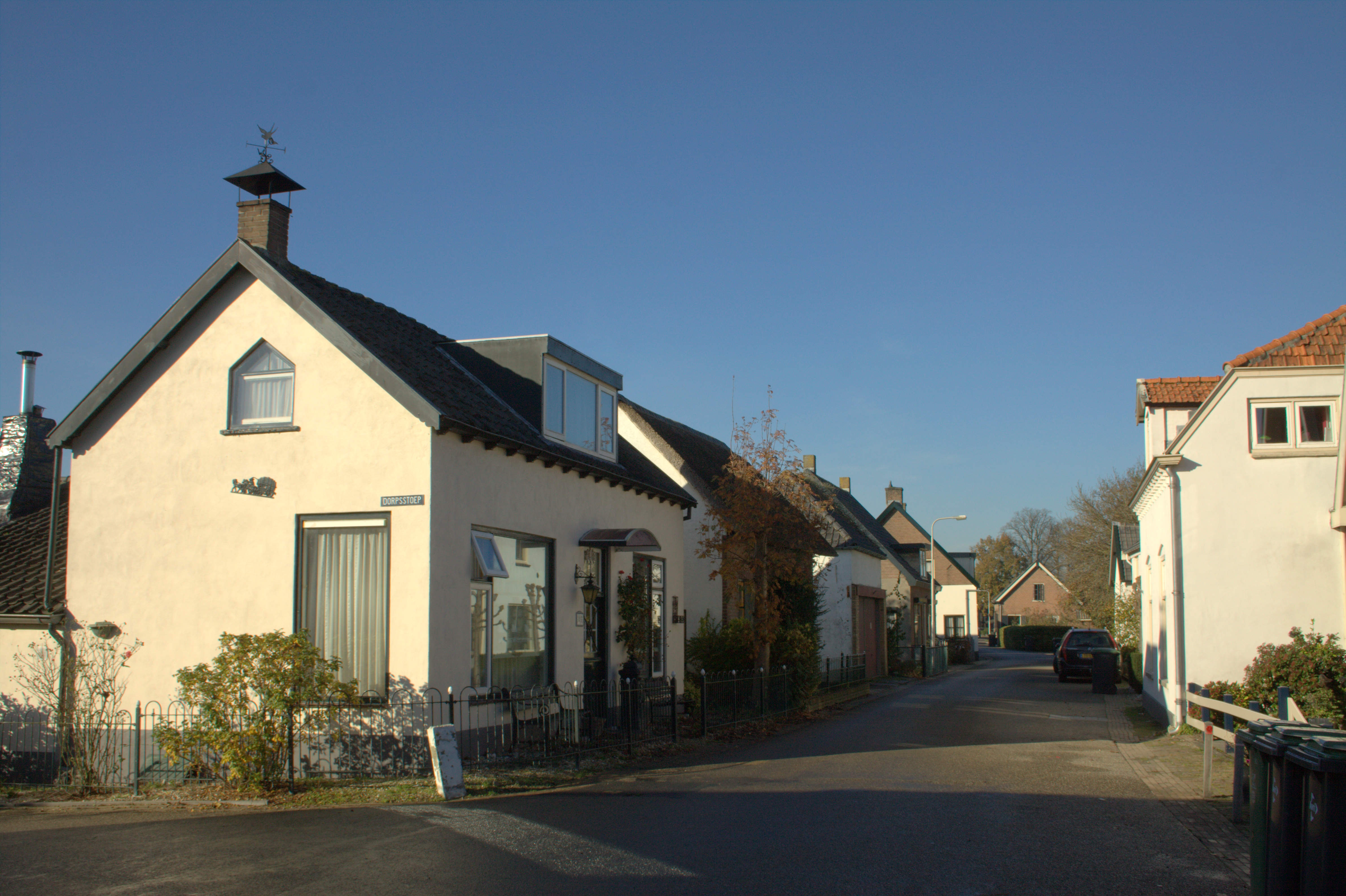
Панорама вулиці
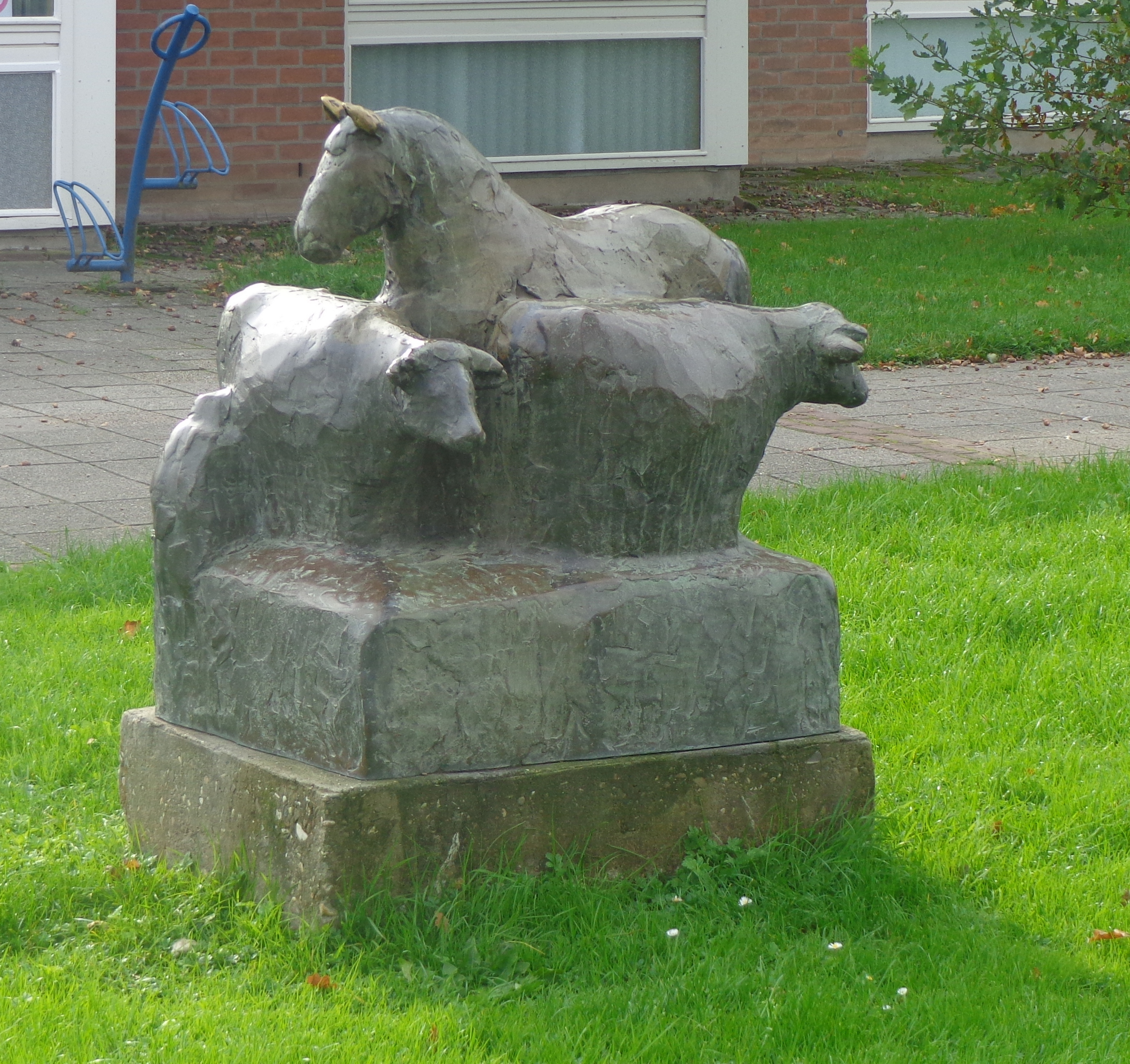
Статуя бика і коня, символів села
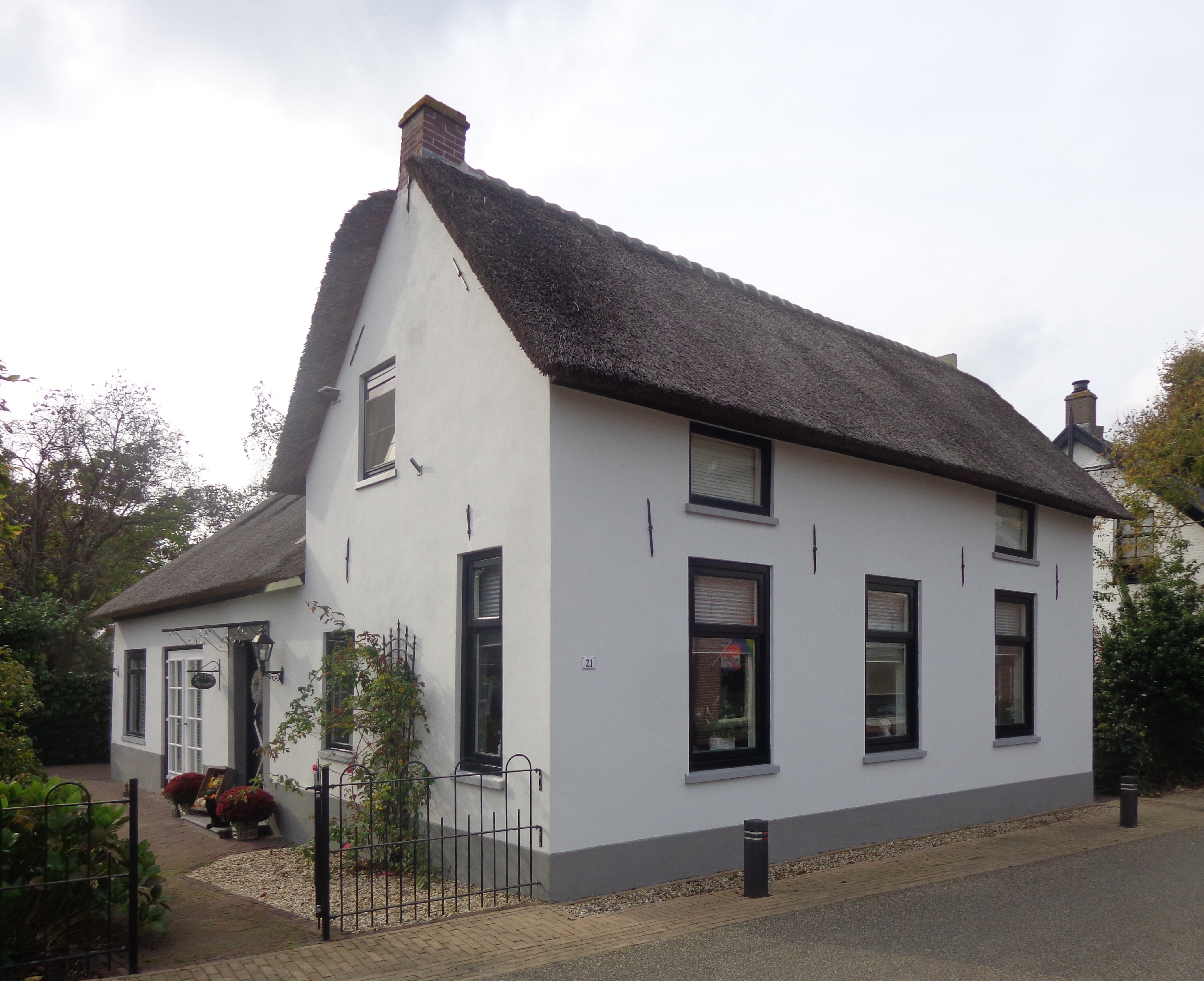
Сільський будинок